# Pedro Fiorito
Pedro Fiorito fue un actor argentino que trabajó en películas de la primera etapa del cine sonoro en el país.
Siendo comunista, en 1946 integra la lista de "La Agrupación de Actores Democráticos", en pleno gobierno de Juan Domingo Perón, y cuya junta directiva estaba integrada por Pablo Racciopi, Lydia Lamaison, Pascual Nacaratti, Alberto Barcel y Domingo Mania.

## Filmografía
Actor
- Vida nocturna    (1955) dir. Leo Fleider
- No abras nunca esa puerta   (1952) dir. Carlos Hugo Christensen
- La culpa la tuvo el otro   (1950) dir. Lucas Demare
- El misterio del cuarto amarillo    (1947) dir. Julio Saraceni
- La importancia de ser ladrón   (1944) dir. Julio Saraceni
- Su mejor alumno   (1944) dir. Lucas Demare
- Un nuevo amanecer   (1942) dir. Carlos F. Borcosque
- El viejo Hucha   (1942) dir. Lucas Demare
- Confesión    (1940) dir. Luis Moglia Barth …Zorzal
- El último encuentro    (1938) dir. Luis José Moglia Barth
- Las de barranco    (1938) …dir. Tito Davison
- Palermo   (1937) dir. Arturo S. Mom
- Loco lindo   (1936) dir. Arturo S. Mom .... Peralta
- ¡Goal!   (1936) dir. Arturo S. Mom